# Wicewo
Wicewo (niem. Vietzow) – osada sołecka w Polsce położona w województwie zachodniopomorskim, w powiecie białogardzkim, w gminie Tychowo. W latach 1975–1998 osada należała do woj. koszalińskiego. Według danych UM, na dzień 31 grudnia 2014 roku wieś miała 180 stałych mieszkańców.
Wieś wchodząca w skład sołectwa: Osówko.
Osady wchodzące w skład sołectwa: Sławomierz oraz Trzebiec

## Geografia
Osada leży w odległości ok. 10 km na południowy zachód od Tychowa, między Osówkiem a miejscowością Trzebiec.

## Historia
Dawny majątek rycerski i stare lenno rodu von Kleist (Kleszczów), wzmiankowane w źródłach z 1623 r. W latach 1754–1755 majątek trafił w ręce hrabiego von Rittberg. W 1804 r. majątek wicewski zakupił prezydent szczecińskiej Kamery Wojny i Domen von Igersleben. Pomiędzy rokiem 1845 a 1864 majątek kilkakrotnie zmieniał właścicieli. Jako ostatni nabył Oskar von Rhoeden. Był to jeden z trzech największych majątków w okręgu białogardzkim obok Tychowa i Smęcina. Rodzina von Rhoeden była w posiadaniu Wicewa do końca II wojny światowej, po czym majątek upaństwowiono. Do 1990 roku w majątku istniało Państwowe Gospodarstwo Rolne.

## Zabytki

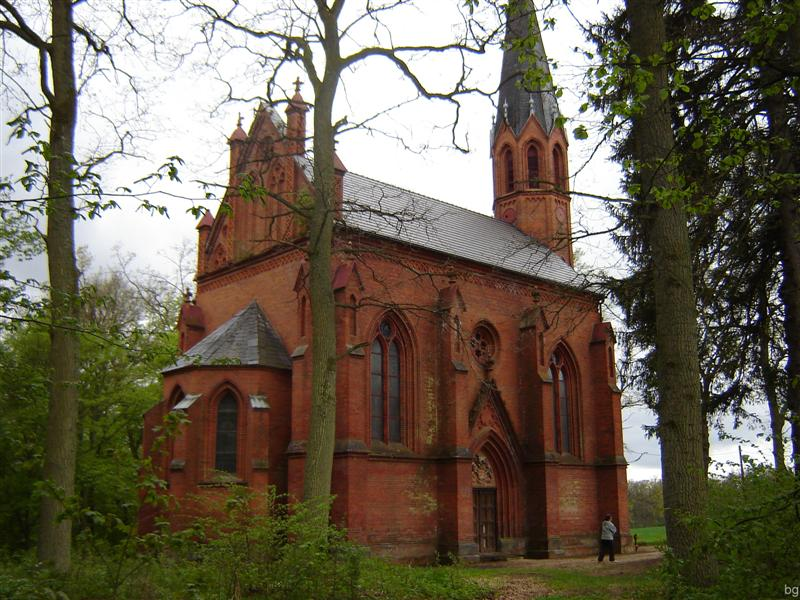
Kościół pw. Matki Bożej Szkaplerznej

Do wojewódzkiego rejestru zabytków wpisane są:
- kościół ewangelicki, obecnie rzymskokatolicki pw. Matki Bożej Szkaplerznej, neogotycki z 1860 r. Kościół filialny należący do parafii pw. Matki Bożej Częstochowskiej w Byszynie, dekanatu Białogard, diecezji koszalińsko-kołobrzeskiej, metropolii szczecińsko-kamieńskiej. Nad bocznym wejściem do kościoła widoczny jest herb rodziny von Rhoeden - jego założycieli. Kościół zbudowany z cegły, z wyodrębnionym prezbiterium, zakończonym półokrągło. Po stronie zachodniej murowana wieża, pokryta dachówką. Okna zakończone ostrym łukiem. W prezbiterium okna ozdobione witrażami. Sufit sklepiony. Dwuspadowy dach kryty dachówką. Chór organowy, bez organów, wsparty jest na dwóch drewnianych słupach. Pod kościołem znajduje się sklepiona krypta, wsparta na 2 kolumnach, z osobnym wejściem. W krypcie 4 okna zakończone półokrągło. Wewnątrz kościoła zachował się pełni XIX-wieczny, neogotycki wystrój[6].
- park dworski, krajobrazowy z drugiej połowy XIX wieku, zajmujący przestrzeń nieregularnego wieloboku o pow. ok. 8 ha. Na kompozycję parku składa się drzewostan mieszany w wieku 70 - 150 lat, swobodne skomponowane ciągi spacerowe, ciek wodny z trzema stawami oraz aleja bukowo - świerkowa.

inne zabytki:
- cmentarz z drugiej połowy XIX wieku, gdzie zachowały się stare nagrobki z mało czytelnymi napisami oraz okazałe drzewa oplecione dzikim powojem.

## Osoby urodzone w Wicewie
- Ewald Jürgen Georg von Kleist (ur. 1700, zm. 1748) – pruski prawnik i uczony, fizyk

## Komunikacja
W miejscowości jest przystanek autobusowy.